# 231P/LINEAR-NEAT
231P/LINEAR-NEAT, komet Jupiterove obitelji